# Монтефельтрано II да Монтефельтро
Монтефельтрано II да Монтефельтро (итал. Montefeltrano II da Montefeltro; ? - . 1255) — итальянский кондотьер, Подеста (лорд) Урбино с 1242 года до своей смерти.

## Биография
Младший сын Буонконте I да Монтефельтро (ум. после 1236), первого графа Урбино. Внук Монтефельтрано I, основателя рода Монтефельтро. Брат Таддео (ум. не ранее 1252), графа Монтефельтро. Как между ними распределялась власть в наследственных владениях, неизвестно.
Он был последователем Гибеллина и сражался за Филиппа Швабского на Сицилии, чтобы защитить там права Гогенштауфенов.

### Семья
Имя жены неизвестно. Единственный сын — Гвидо I да Монтефельтро (ум. 1298), кондотьер, Подеста (лорд) Урбино с 1255 года до своей смерти, граф Монтефельтро с 1296 (после смерти племянников).